# Reaktionsmechanismus

Geschwungene Pfeile zur Beschreibung von Elektronenverschiebungen: Elektronenpaarverschiebung (links) und Einelektronenverschiebung (rechts).

Ein Reaktionsmechanismus bezeichnet den molekularen Ablauf einer chemischen Reaktion von den Reaktanten über reaktive Zwischenstufen und Übergangszustände bis zum Produkt. Er muss konsistent mit der Reaktionsgleichung, der Stöchiometrie und den stereochemischen Beobachtungen sein. Bei der Beschreibung der Reaktionsmechanismen werden Elektronenbewegungen mit geschwungenen Pfeilen (↷) dargestellt.
In der organischen Chemie können die meisten Schritte eines Reaktionsmechanismus bekannten Elementarreaktionen zugeordnet werden. In der Kernphysik sind die Zerfallsreihen aus den verschiedenen Zerfallsarten als Elementarschritte aufgebaut.
Zur Aufklärung eines Reaktionsmechanismus werden experimentelle Beobachtungen, wie die Abhängigkeit der Reaktionsgeschwindigkeit oder des Produktspektrums von verschiedenen Reaktionsparametern (z. B. Temperatur, pH-Wert), sowie die oft spektroskopisch nachgewiesenen kurzlebigen Zwischenprodukte, herangezogen. 
Reaktionsmechanismen beschreiben den schrittweisen Ablauf von Reaktionstypen, wie beispielsweise der elektrophilen Substitution, der nukleophilen Addition oder der Eliminierungsreaktionen, sowie von Namensreaktionen, die meist nach ihren Entdeckern bezeichnet werden. So besteht die Baker-Venkataraman-Umlagerung aus mehreren organischen Elementarreaktionen, die Belousov-Zhabotinsky-Reaktion überwiegend aus anorganischen Reaktionen und der Bethe-Weizsäcker-Zyklus aus Kernfusionen und Zerfällen.